# Sascha Gorodnitzki
Sascha Gorodnitzki, né le 24 mai 1904 et mort le 4 avril 1986, est un pianiste de concert américain, artiste d'enregistrement et pédagogue à la Juilliard School.

## Biographie

### Jeunesse et formation
Né à Kiev (alors dans l'Empire russe, maintenant en Ukraine ), Gorodnitzki émigre en bas âge à Brooklyn, New York où ses parents fondent un collège de musique. Il est un enfant prodige, mais ses parents refusent de lui permettre de se lancer dans une carrière d'interprète lorsqu'il est enfant. Ses professeurs incluent sa mère, puis Percy Goetschius, William J. Henderson, Edwin Hughes et Krehbiel à l'Institute of Musical Art, qui devient plus tard la Juilliard School. Il entre à la Juilliard Graduate School en 1926, où il obtient une bourse d'enseignement. Il étudie le piano avec Josef Lhévinne et la composition avec Rubin Goldmark, dont il sort diplômé avec la plus haute distinction en 1932.

### Carrière d'interprète
Gorodnitzki remporte le Schubert Memorial Prize en 1930, ce qui lance une longue carrière de concertiste. Il fait ses débuts avec la New York Philharmonic Symphony Society et donne son premier récital solo au Carnegie Hall en 1931. Au cours de sa carrière d'interprète, il fait des tournées aux États-Unis, au Canada et en Amérique latine, se produisant sous la direction de chefs d'orchestre tels que Fritz Reiner, Leopold Stokowski et Pierre Monteux, parmi tant d'autres. Il fait plusieurs apparitions à la radio et à la télévision,.

### Pédagogie
Gorodnitzki commence à enseigner à Juilliard en 1932. En 1942, il épouse une pianiste, Virginia Henderson (1917-2009). Il enseigne également à l'Université Temple Music Festival and Institute à la fin des années 1960 et au début des années 1970. Entre 1977 et 1979, ses étudiants remportent 40 prix majeurs dans des compétitions de classe mondiale. Il est décrit par le New York Times comme un  « perfectionniste » qui inspire une immense loyauté à ses étudiants. Ceux qui travaillent avec lui à Juilliard comprennent Eugene Istomin, Garrick Ohlsson, Dennis Russell Davies, Janina Fialkowska, Dana Perelman, André Laplante et bien d'autres. Son style de coaching est décrit comme « soutien et intimidant ».
Gorodnitzki reste membre de la faculté Juilliard jusqu'à sa mort. Il meurt d'un arrêt cardiaque en avril 1986. Il a 81 ans et vit à Manhattan. Sa veuve dote la chaire Sascha Gorodnitzki d'études de piano, dirigée par l'étudiant de Gorodnitzki, Eduardus Halim, à la Steinhardt School of Culture de l'Université de New York en 2008.

### Discographie
Son héritage enregistré pour Capitol, EMI/ Angel et Columbia comprend des œuvres solo de Beethoven, Brahms, Liszt, Chopin, Schumann, Rachmaninoff, Prokofiev, Godowsky, Paderewski et Debussy . Son jeu est décrit comme « électrisant et excitant ».